# System oświaty w Niemczech
System oświaty w Niemczech – ze względu na charakter ustrojowy państwa niemieckiego system szkolnictwa (Schulsystem) jest niejednorodny. Każdy land posiada autonomię w kształtowaniu własnej kultury i edukacji, a nadzór nad jego funkcjonowaniem sprawuje odpowiednie ministerstwo oświaty. Na terenie państwa niemieckiego obowiązek szkolny dotyczy uczniów w wieku od 6 do 18 lat.

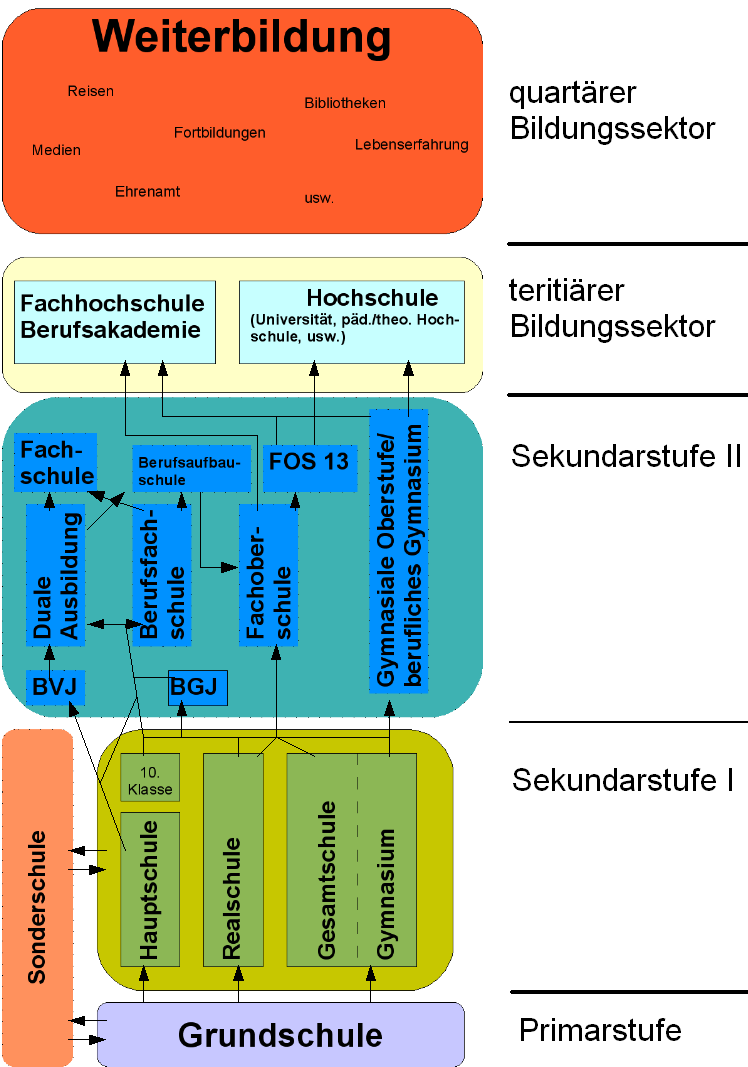
Etapy kształcenia w Niemczech

## Etapy kształcenia
- Przedszkole (Kindergarten) – etap kształcenia nieobowiązkowego, rodzice mogą posłać dziecko do przedszkola dobrowolnie, uiszczając czesne. Przedszkola funkcjonują od poniedziałku do piątku przez kilka godzin dziennie, a niektóre również w sobotę i niedzielę, aby umożliwić opiekę dzieciom, których rodzice pracują w weekend[4].

- Szkoła podstawowa (Grundschule) – ten etap edukacji rozpoczyna się w wieku około 6 lat, trwa przez 4 lata (wyjątkiem jest Berlin, gdzie uczniowie uczęszczają do szkoły podstawowej przez 6 lat) i jest etapem kształcenia obowiązkowego. Uczniowie niemieckich szkół podstawowych nie są oceniani za pomocą skali ocen. Nauczyciele dokonują pisemnej oceny opisowej określającej zdolności, predyspozycje i postępy w nauczaniu dokonane przez ucznia. Na zakończenie szkoły podstawowej rodzicom wręczana jest rekomendacja ucznia, sporządzona przez wychowawcę, która pomaga w podjęciu decyzji o dalszym kształceniu dziecka w szkole średniej: gimnazjum, szkole głównej albo szkole realnej.

- Gimnazjum (Gymnasium) – trwa 9 lat i jest placówką przeznaczoną dla uczniów, którzy odznaczali się dużymi osiągnięciami w szkole podstawowej i nie mają problemów w nauce. Gimnazjum kończy się egzaminem maturalnym (Abitur), którego pozytywny wynik umożliwia edukację na studiach wyższych.

- Szkoła główna (Hauptschule) – jednostka nauczania przeznaczona dla uczniów, którzy osiągnęli słabsze wyniki podczas edukacji w szkole podstawowej. Trwa od 5–6 lat (w zależności od landu), obejmuje naukę w klasach 5-9/10. Uczniowie zdobywają tutaj ogólne wiadomości i umiejętności. Po ukończeniu szkoły głównej absolwent otrzymuje tzw. Hauptschulabschluss, który stanowi podstawę przyjęcia do szkoły zawodowej (Berufschule – trwa 3 lata i jej ukończenie umożliwia zdobycie zawodu). Ukończenie Hauptschule, a następnie Berufschule, pozwala na dalszą naukę w wyższej szkole zawodowej, a następnie na podjęcie wybranego kierunku studiów.

- Szkoła realna (Realschule) – nauka trwa 5–6 lat. Szkoła ta jest przeznaczona dla uczniów, którzy chcą udać się na praktykę, naukę lub chcą podjąć pracę w różnych dziedzinach gospodarki, np. handlu, przemyśle, rzemiośle lub służbach publicznych. Kończy się egzaminem tzw. Realschulabschluss. Ukończenie szkoły realnej umożliwia podjęcie nauki w szkole zawodowej (Fachschule) lub Fachoberschule, po której można pójść na studia.

- Studia wyższe (Studium) – celem studiów wyższych jest przygotowanie do samodzielnego, odpowiedzialnego wykonywania zawodu oraz wychowywanie przyszłych pokoleń naukowców. Ramowy, regularny czas studiów licencjackich wynosi w wyższych szkołach zawodowych 4 lata, a na uczelniach uniwersyteckich 4,5 roku. Studia magisterskie trwają 2 lata. Ten etap kształcenia jest całkowicie dobrowolny.

## Obowiązek szkolny
W Niemczech długość trwania obowiązku szkolnego zależna jest od landu i rodzaju kształcenia. Kształcenie w pełnym wymiarze jest obowiązkowe dla uczniów od 6 do 15 lub 16 roku życia, a kształcenie w niepełnym wymiarze obowiązuje od 6 do 18 roku życia.
Obowiązek szkolny obejmuje następujące szczeble kształcenia:
- Szkoła podstawowa (Grundschule) – wiek 6–10 lat (6–12, Berlin i Brandenburgia);
- Szkoły średnie I stopnia (Orientierungsstufe – faza „orientacji” w różnych rodzajach szkół lub jako odrębna jednostka organizacyjna) – wiek: 10–12 lat;
- Szkoły średnie I stopnia Gymnasium, Realschule, Hauptschule, Gesamtschule (rodzaje szkół prowadzące kilka cykli kształcenia) – wiek: 10/12–15/16 lat;
- Szkoły średnie II stopnia – wiek od 15/16 do 18/19 lat.

Na ogół dzieci przyjmuje się do Grundschule od 6 lat. Dzieci objęte obowiązkiem nauki szkolnej wstępują do jednakowej dla wszystkich lokalnej szkoły podstawowej. Przejście ze szkoły podstawowej do jednej z kilku rodzajów szkół średnich odbywa się zgodnie z różnymi przepisami, zależnie od ustawodawstwa danego landu. O wyborze szkoły średniej I stopnia decydują rodzice, na podstawie oceny dokonanej przez szkołę podstawową. Przyjęcie do różnych szkół średnich może być uzależnione od wyników w nauce i/lub decyzji władz edukacyjnych. Kształcenie obowiązkowe jest w całości bezpłatne.